# Cold Steel... for an Iron Age
Cold Steel... for an Iron Age è il terzo album discografico del gruppo musicale australiano Deströyer 666, pubblicato nel 2002 dalla Season of Mist.

## Tracce
Testi di K. K. Warslut.
1. Black City - Black Fire – 3:36
2. Clenched Fist – 3:47
3. Cold Steel... – 4:07
4. Sons of Perdition – 4:30
5. Raped – 3:16
6. The Calling – 5:18
7. Savage Pitch – 3:24
8. Witch Hunter – 3:46
9. Shadow – 3:38

## Formazione
- K. K. Warslut - voce e chitarra
- Shrapnel - chitarra
- Simon Berserker - basso
- Chris Menning - batteria